# Tanya Lopert
Tanya Lopert   (Nova York, 19 de juny de 1942) és una actriu francesa.
És filla de Ilya Lopert distribuïdor i productor de cinema, creador de Lopert Films. Ha estat casada amb el productor Jean-Louis Livi.

## Filmografia
- 1961: Les Titans de Duccio Tessari - Licina
- 1961: Au bout de la nuit de Jack Garfein - Una clienta
- 1961: La Sage-femme, le curé et le bon Dieu de Jean Negulesco - (no surt als crèdits)
- 1964: Une souris chez les hommes de Jacques Poitrenaud - Una amiga de Lucky
- 1964: Lady L de Peter Ustinov - Agneau
- 1964: La chasse à l'homme d'Édouard Molinaro - Mauricette
- 1964: Compartiment tueurs de Costa-Gavras - Madame Garaudy
- 1965: Un monde nouveau de Vittorio de Sica - Mary
- 1966: Navajo Joe de Sergio Corbucci - Maria
- 1967: Mise à sac d'Alain Cavalier - Marthe
- 1967: Et si on faisait l'amour de Vittorio Caprioli - Flavia Menobo
- 1968: Le Diable par la queue de Philippe de Broca - Cookie
- 1968: El lladre de crims (Le Voleur de crimes) de Nadine Trintignant - la dona del café
- 1969: Les Femmes de Jean Aurel - Louise
- 1969: Satiricó (Satyricon) de Federico Fellini - César
- 1969: L'americà (L'américain) de Marcel Bozzuffi - Hélène
- 1970: On est toujours trop bon vec les femmes de Michel Boisrond - Jennifer
- 1971: El bulevard del rom (Boulevard du rhum) de Robert Enrico - Zelda
- 1971: L'Odeur des fauves de Richard Balducci - Jenny Linden
- 1973: Dura jornada per a la reina (Rude Journée pour la reine) - Maya
- 1976: Providence d'Alain Resnais - Mrs. Lister
- 1976: Le jeu du solitaire de Jean-François Adam - Julie
- 1978: La Zizanie de Claude Zidi - una amiga de Bernadette
- 1979: Le mouton noir de Jean-Pierre Moscardo - Martha
- 1980: Cherchez l'erreur de Serge Korber - Simone
- 1981: Conte de la folie ordinaire de Marco Ferreri - Wicky
- 1982: Qu'est-ce qu'on attend pour être heureux ! de Coline Serreau - Una creadora
- 1982: T'empêches tout le monde de dormir de Gérard Lauzier - Solange
- 1983: L'ami de Vincent de Pierre Granier-Deferre - Irène
- 1983: Édith et Marcel de Claude Lelouch - la professora d'anglès
- 1984: Viva la vie de Claude Lelouch - Julia
- 1984: Ni amb toi ni sans toi d'Alain Maline - Antoinette
- 1985: L'homme aux yeux d'argent de Pierre Granier-Deferre - Francine
- 1986: Un homme et une femme : Vingt ans déjà de Claude Lelouch - ella mateixa
- 1987: La Petite allumeuse de Danièle Dubroux - Colette
- 1987: Les Innocents d'André Téchiné - Sra. Klotz
- 1988: Contrainte par corps de Serge Leroy - Josette
- 1988: Quelques jours avec moi de Claude Sautet - Madame Maillotte
- 1991: Le ciel de Paris de Michel Béna - la fleuriste
- 2004: Els temps canvien (Les Temps qui changent) d'André Téchiné - Rachel
- 2004: Cause toujours ! de Jeanne Labrune - la mare de Léa
- 2011: Carnage de Roman Polanski - la mare de Michael (veu)
- 2014: L'Homme qu'on aimait trop d'André Téchiné - Lydie
- 2016: L'Indomptée de Caroline Deruas - Princessa Delle Cipolle
- 2017: Le Redoutable de Michel Hazanavicius -
- 2017: Sales Gosses de Frédéric Quiring - Rose

### Televisió
- 1966: Rouletabille d'Yves Boisset, (episodi Le parfum de la dame en noir) (Sèrie de televisió): Edith
- 1970: Les Saintes chéries de Jean Becker, episodi: Ève et son premier client
- 1986: Le Tiroir secret - Fulletó en 6 episodis

## Teatre

### Posada en escena i adaptació
- 2005: Necessary Targets de Eve Ensler, adaptació i traducció
- 2006: Motortown de Simon Stephens, adaptació i traducció
- 2006: Country Music de Simon Stephens, Théâtre des Déchargeurs, adaptació, traducció i posada en escena
- 2008: Mon petit soldat de Polly Stenham, Atelier Jean Vilar, Louvain-la-Neuve, Festival de Spa
- 2010: Moi, Orson Welles et Don Quichotte de Richard France, atelier Jean Vilar, Louvain-la-Neuve, Festival de Spa
- 2011: Amour(S) Secret(S)-The Pride d'Alexi Kaye Campbell, atelier Jean Vilar, Louvain-la-Neuve, adaptació, traducció i posada en escena

### Actriu
- 1972: Slag de David Hare, posada en escena d'Andréas Voutsinas, Théâtre Michel
- 1973: Par-dessus bord de Michel Vinaver, posada en escena de Roger Planchon, TNP Villeurbanne, Théâtre de l'Odéon
- 1974: Les Jeux de la nuit de Franck D. Gilroy, posada en escena d'Andréas Voutsinas, Théâtre Fontaine després gires per França, Itàlia, Bèlgica i Suisse
- 1976: Comme avant de Pascal Jardin, posada en escena d'Andréas Voutsinas, Théâtre Fontaine
- 1978: La Nuit des tribades de P. Olov Enquist, posada en escena de Raymond Rouleau, Théâtre Moderne
- 1978: La plus forte d'August Strindberg, posada en escena de Raymond Rouleau, Théâtre Moderne
- 1979: La Fraicheur de l'aube de Herb Gardner, posada en escena de Raymond Rouleau, Théâtre de l'Athénée
- 1983: Ma Vedette américaine de François Courtanoux, posada en escena de Pierre Mondy, Théâtre Saint-Georges
- 1987: Chat de Rémo Forlani, posada en escena de Michel Fagadau, Théâtre de la Gaîté-Montparnasse
- 1989: La Chasse aux cafards de Janusz Głowacki, posada en escena d'Andréas Voutsinas, Théâtre des Célestins
- 1994: L'orphelinat de Reine Barteve, posada en escena de Françoise Kourinski, UBU Repertory Theatre NYC
- 1997: Souvenirs amb piscine de Terrence McNall, posada en escena de Bernard Murat, Théâtre de l'Atelier
- 2000: Dans le bar d'un hôtel de Tokyo de Tennessee Williams, posada en escena d'Armand Delcampe, Tournée
- 2001: Le jour où un homme meurt de Tennessee Williams, posada en escena d'Arthur Storch, Création à New York